# Hyperacmus quintanus
Hyperacmus quintanus là một loài tò vò trong họ Ichneumonidae.